# Hindenburg (LZ 129)
Az LZ 129 Hindenburg egy német Zeppelin-léghajó. Testvérhajójával, a Graf Zeppelin II-vel a legnagyobb ember alkotta szerkezet volt, amely a levegőbe emelkedett. Interkontinentális, a Harmadik Birodalom és az Amerikai Egyesült Államok közötti utakra tervezték. Nevét Paul von Hindenburg német tábornok, köztársasági elnök után kapta. A náci Németország előszeretettel használta propagandacélokra, a német technikai fejlettség és erő bemutatására.
Első repülésére 1936. március 4-én indult Friedrichshafenből. Alig több mint egy év múlva, 1937. május 6-án leszállás közben, máig tisztázatlan körülmények között kigyulladt és teljesen megsemmisült az amerikai Lakehurstben. A katasztrófa, amelyben 35-en haltak meg, véget vetett a nagyméretű léghajók korának.

## Építése

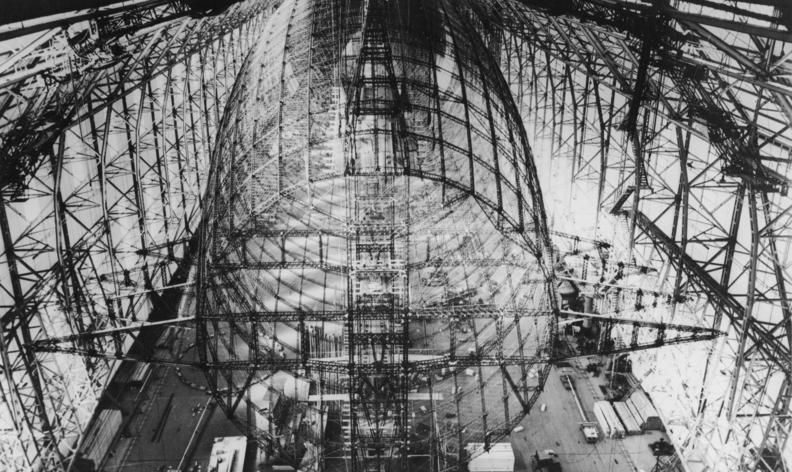
Az épülő Hindenburg

Az 1920-as évek végén, a Graf Zeppelin sikerén fellelkesülve a Hugo Eckener által irányított Zeppelin-társaság egy interkontinentális kereskedelmi utazásokra alkalmas léghajóflotta felépítését tűzte ki célul. A hajó, amelyet elsőként terveztek megépíteni, az LZ 128 (Luftschiff Zeppelin 128) volt. Hossza 232 méter lett volna, teste pedig 150 277 köbméter hidrogént fogadott volna be. A brit R-101-es 1930. októberi katasztrófája miatt a tervezők úgy döntöttek, hogy olyan hajót kell építeni, amelyet nem hidrogénnel, hanem héliummal töltenek fel. Mivel a hélium nehezebb a hidrogénnél, kisebb terhet tud felemelni. Ezért a héliummal töltött léghajónak nagyobbnak kell lennie, mint egy ugyanakkora súlyt szállító, hidrogénnel töltött ballonú légi járműnek. Az LZ 128 tervét elvetették, és megkezdték a jóval nagyobb, 198 000 köbméteres  LZ 129 (Luftschiff Zeppelin 129), a későbbi Hindenburg tervezését.
A léghajó építése 1931 őszén kezdődött, de a munkálatok lassan haladtak a finanszírozási nehézségek miatt. A cég a munkálatok során öt tonna dúralumíniumot vásárolt az R-101 roncsaiból, és azt beépítette a Hindenburgba, amely testvérhajójával, az LZ 130-cal (Luftschiff Zeppelin 130) ma is a legnagyobb, emberkéz alkotta repülő objektumnak számít: hossza 245, átmérője 41  méter volt, és 199 973 köbméter gáz befogadására volt képes. Legnagyobb sebessége 135 km/h volt, tartósan 125 km/h-val tudott haladni. Bár arra tervezték, hogy héliummal lesz megtöltve (mivel a hélium semleges gáz), azonban az Amerikai Egyesült Államok exportkorlátozásai miatt a németek kénytelenek voltak a gyúlékony hidrogént használni.

## A Hindenburg és a nemzetiszocialisták
1933 januárjában, Adolf Hitler hatalomra jutása után, az építkezés felgyorsult. Habár Hermann Göring légügyi miniszter ellenezte a „levegőnél könnyebb” repülő szerkezetek építését, Joseph Goebbels propagandaminiszter úgy vélte: az LZ 129 remekül szimbolizálná a német erőt és technológiát, ezért 1934-ben kétmillió márkát utalt ki Eckenernek.
Göring válaszul kilencmillió márkát utalt át 1935 márciusában a Zeppelinnek, de ellentételezésként a céget két különálló vállalatra kellett bontani. Az eredeti vállalat (Luftschiffbau Zeppelin) maradt a léghajók tervezője-építője, míg az új cég (Deutsche Zeppelin-Reederei), amelynek felét a Lufthansán keresztül az állam birtokolta, a léghajók üzemeltetési jogát kapta meg. A DZR révén Hugo Eckenert sikerült eltávolítani az üzemeltetés területéről, helyét Ernst Lehmann vette át, aki közel állt a nemzetiszocialista párthoz.

## Pályafutása

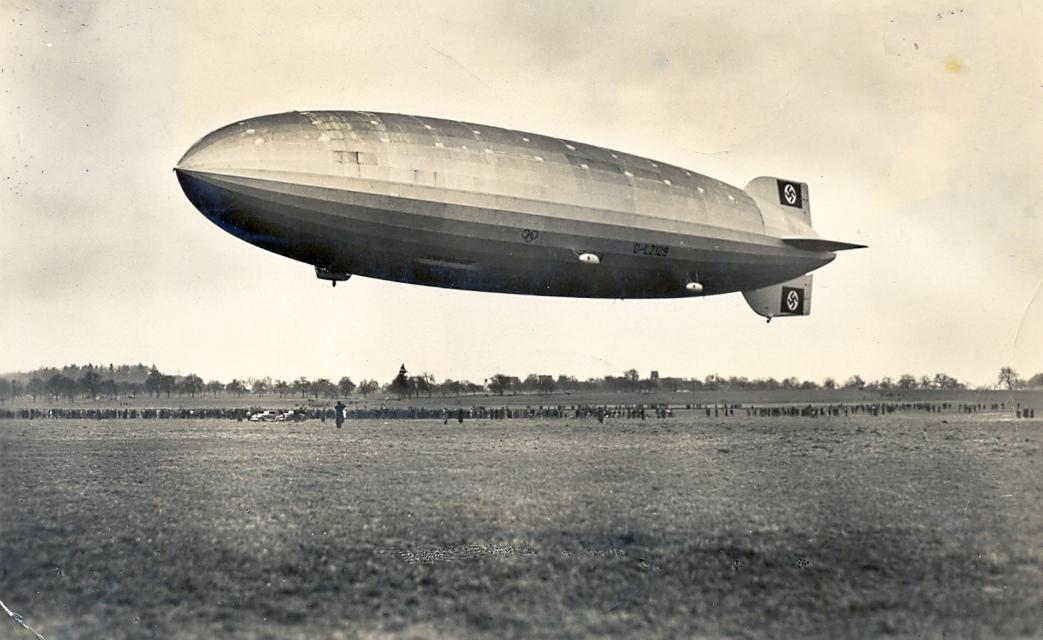
A Hindenburg képeslapon

Első repülésére 1936. március 4-én indult Friedrichshafenből. Az út 3 óra 6 percig tartott. A következő két héten számos próbautat tett, majd március 23-án már utasokkal, nagyjából 80 fotóriporterrel emelkedett a levegőbe. Ekkor Lowenthalba repült Friedrichshafenből.

### Propagandautak

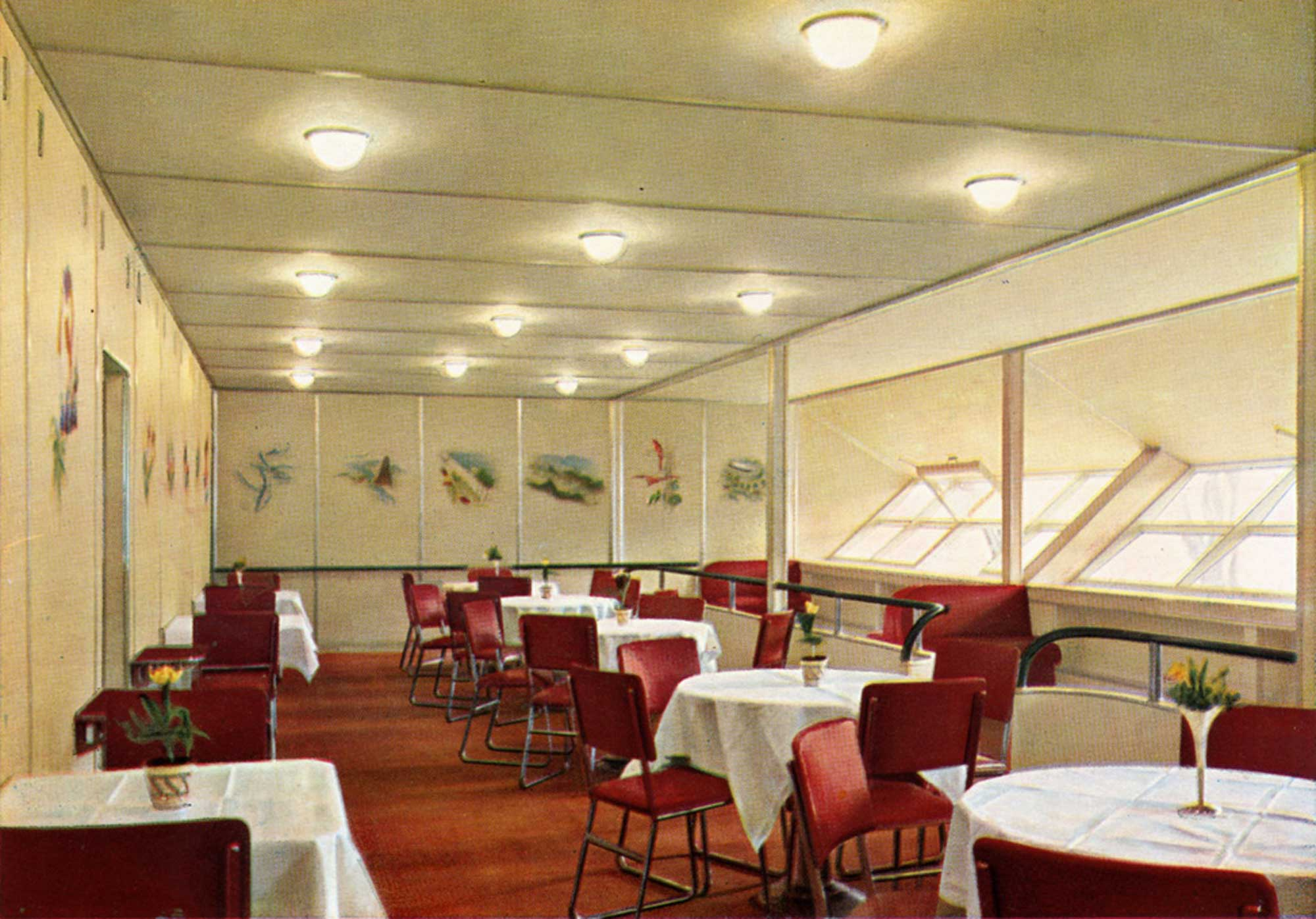
Az ebédlő

Miután a hajó elkészült, gyakran indult propagandautakra, többször a Graf Zeppelin társaságában. A náci vezetés nyomására Lehmann úgy döntött, hogy az Eckener által igényelt további tesztrepülések helyett többnapos propagandaútra küldi a Hindenburgot a Rajna-vidék fölé. Ráadásul Lehmann annak ellenére is kiadta az indulási parancsot a Hindenburgnak, hogy rossz volt az időjárás. A földi személyzet elvesztette a kontrollt a felszállásra készülő hajó felett, és a gép hátsó része a földhöz csapódott és megsérült. A károkat gyorsan helyrehozták, és a Hindenburg a következő 74 órát a Rajna-vidék felett töltötte, hogy a hangszórókból sugárzott zenével és beszédekkel, valamint a leszórt horogkeresztes röplapokkal Hitler újrafegyverkezési tervét támogassa.
Amikor 1936 júniusában a német bokszoló, Max Schmeling megverte a színes bőrű amerikai Joe Louist, a német kormányzat úgy intézte, hogy a sportoló a léghajó fedélzetén térjen vissza Németországba, és így együtt jelenjen meg a német technikai eredményeket megtestesítő Hindenburg és a német nemzet felsőbbrendűségét igazoló Schmeling. Augusztus 1-jén a gép megjelent az 1936. évi nyári olimpiai játékoknak helyet adó berlini stadion felett. A főváros felett 230 méteres magasságban repülő Hindenburgot nagyjából hárommillió ember látta. A Max Pruss irányította léghajó 65 utast szállított, és 778 kilogrammnyi postát dobott le ejtőernyővel a Tempelhof-repülőtérre. Szeptember 14-én a nürnbergi náci pártkongresszus résztvevői csodálhatták meg a léghajót és a horogkereszt alakzatban szálló 17 repülőt.

### Interkontinentális utak
A Hindenburg 1936. május 6-án megkezdte a rendszeres légiszállítást az Atlanti-óceán felett. Első útján a kor hírességei, tehetős utazók, újságírók és a náci párt elitje vett részt. Az úton került sor az első katolikus misére a levegőben.
A Hindenburg általában két és fél nap alatt tette meg az utat, gyorsabban, mint a legsebesebb óceánjárók. A leggyorsabb átkelés 1936. augusztus 10-11-én volt, amikor a léghajó mindössze 43 óra 2 perc alatt ért el Lakehurstből Frankfurtba. A sebességnek megvolt az ára: 1936-ban egy jegy 400 dollárba, egy évvel később már 450-be került. Összehasonlításképpen: a kor legjobb német óceánjáróin 240 dollárba került egy első osztályú jegy. A DZR komoly bevételre tett szert a légipostai küldemények szállításából is.
1936. október 9-én, hogy támogatást szerezzenek egy német-amerikai transzatlanti szolgáltatásnak, megrendezték a Milliomosok repülését, amelyen 72 vagyonos és befolyásos utas vett részt egy tíz és fél órás repülésen, New England felett. 1936 végére a Hindenburg 34-szer repülte át az óceánt. Az utat a két földrész között 3500 utas és nagyjából 30 tonna áru tette meg.
1937-re 18 kétirányú utat terveztek be Németország és az Amerikai Egyesült Államok között, és közel állt a befejezéshez a Hindenburg testvérhajója, az LZ 130. Az 1936-1937-es telet a léghajó Frankfurtban töltötte, ahol felújították és bővítették. 1937-ben hat utat tett meg, köztük egy Németország-Brazília-Németország repülést.

## Katasztrófája

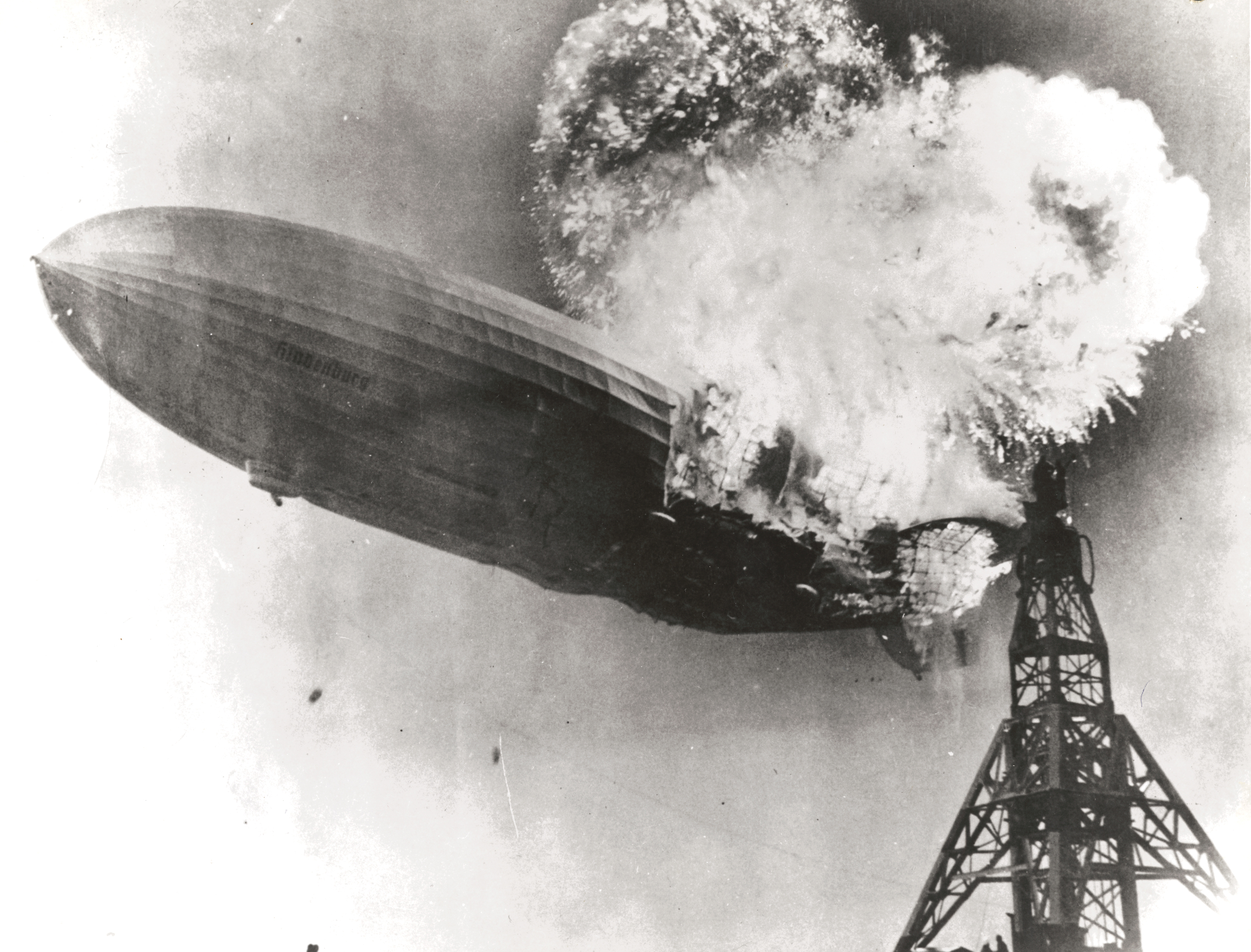
A lángoló léghajó (Fotó: Gus Pasquarella)

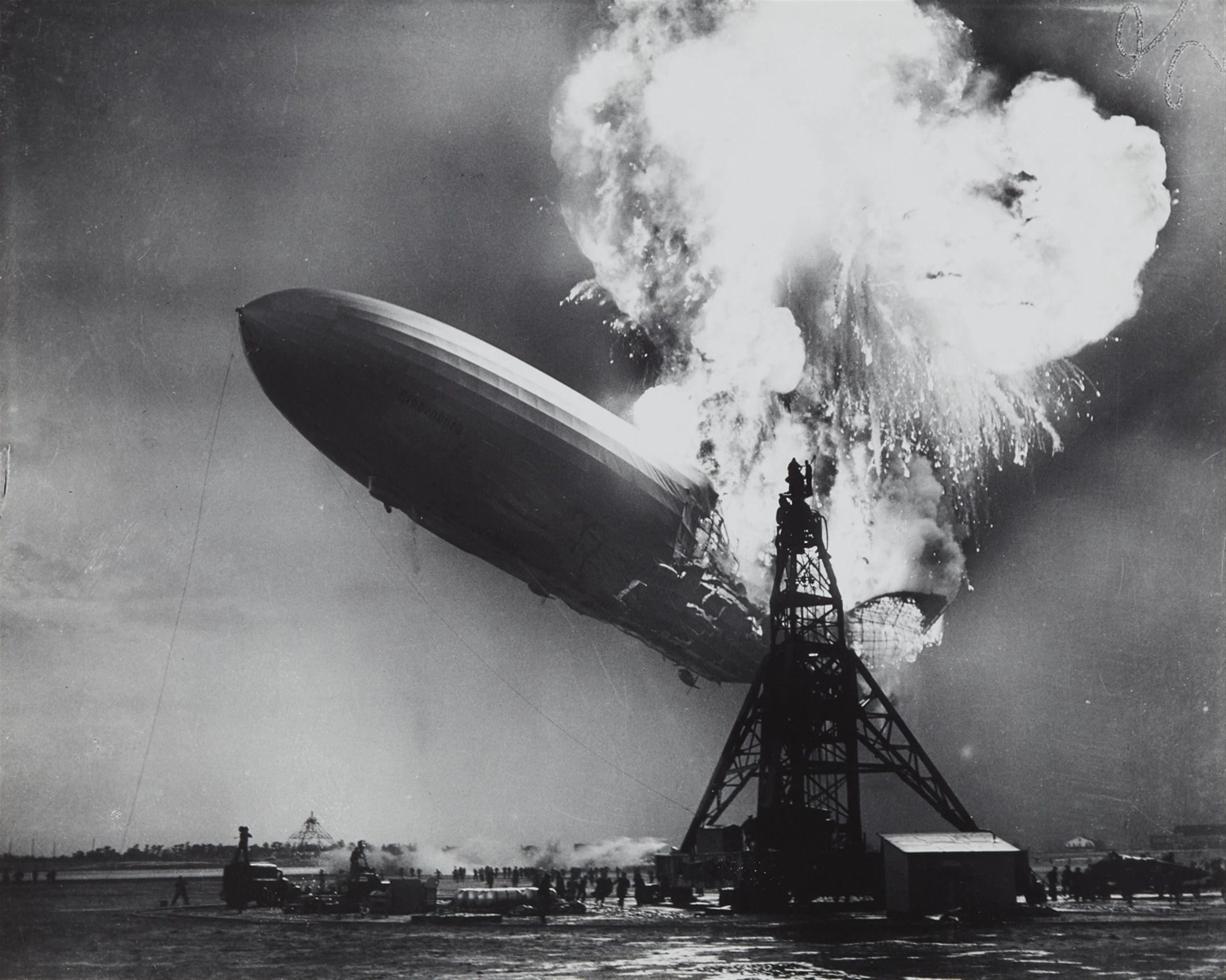
A katasztrófáról készült híres felvétel. (1937. május 6., Fotó: Sam Shere)

A Hindenburg a szezon első amerikai útján, 1937. május 6-án leszállás közben, máig tisztázatlan körülmények között kigyulladt és teljesen megsemmisült Lakehurstben. A balesetben a fedélzeten lévő 97 ember közül 35-en (13 utas és a legénység 22 tagja) haltak meg. A tragédiát számos filmen, fényképen megörökítették, a léghajók kora leáldozott a katasztrófa hatására. A hivatalos vizsgálat szerint a tüzet a légkör statikus kisülése okozhatta, azonban sokan feltételezték, hogy náciellenes szabotázs történt.

### Lakehurst megközelítése
A Hindenburg délre elérte Bostont, majd 15 órakor feltűntek New York felhőkarcolói is. A léghajó a várostól délre haladt, és így érkezett meg az amerikai haditengerészet lakehursti bázisára 16.15 körül. A leszállóhelyen rossz idő fogadta a gépet, és a földi irányítás azt javasolta, hogy várjanak a landolással. Max Pruss kapitány kikormányozta a gépet a New Jersey előtti tengerszakaszra, hogy ott várja meg az idő javulását. 18.12-kor azt az üzenetet kapta Lakehurstből, hogy a körülmények megfelelőek a landoláshoz. 18.22-kor, majd 19.08-kor újabb, a leszállást sürgető üzenetek érkeztek. A Hindenburg délkeletről érkezett a repülőtér fölé nagyjából 200 méter magasan.

### A leszállás
A hajó egy széles, ovális balfordulóba kezdett. Eközben 15 másodpercen át hidrogént engedtek a levegőbe, hogy így csökkentsék a gázmennyiséget. Pruss folyamatosan csökkentette a motorok sebességét. Mivel a hajó farnehéz volt, 30 másodpercen át ismét gázt engedtek a 11-16. rekeszekből. Mivel a léghajó ennek ellenére sem került vízszintes helyzetbe, 1100 kilogrammnyi ballasztot dobtak le, és újabb öt másodpercig eresztették ki a hidrogént. Ezután a legénység hat tagját előre küldték, hogy lenyomják a Hindenburg orrát. A hajó már közel volt a horgonyzó árbóchoz, de kevés helye volt. Pruss kapitány, hogy még az idő további romlása előtt leszálljon, tett egy éles manővert. 19.21-kor a léghajó nagyjából 60 méterrel volt a föld fölött, ekkor dobták le az orr horgonyköteleit. Néhány perc múlva a Hindenburg lángba borult. A tűz a léghajó hátsó, felső részén keletkezett, és a lángok pillanatok alatt elborították az egészet.

### Túlélők és áldozatok
Az utasok és a legénység tagjai közül többen kivetették magukat az ablakon, hogy ne égjenek halálra a Hindenburgban. Legtöbbjük, akik az A fedélzet közösségi helyiségeiből ugrottak ki, túlélték a katasztrófát. A hajó belsejében, a többi között az utaskabinokban tartózkodók szinte kivétel nélkül meghaltak a tűzben.

## A tragédia modellezése
Néhány szakértő úgy vélte, hogy az utolsó éles forduló túlterhelte a hajót, aminek következtében egy merevítő huzal elszakadt, és felhasította az egyik rekeszt, amelyből hidrogén szabadult ki, majd a levegővel keveredve berobbant.
A Hindenburg katasztrófája után 75 évvel, 2012-ben a texasi Southwest Research Institute tudósai (Bill Bendele, Matthew Blais, Alexandra Joyce, Jem Stansfield, Steve Wolf, Dan Grossman és sokan mások) több darab 1:10 arányban kicsinyített Hindenburg-modellt építettek, hogy kiderítsék, milyen körülmények okozták a filmfelvételeken látható módon a katasztrófát. A modellek mindegyikét kb. 225 m³ hidrogénnel töltötték fel. A modellkísérlet alapján három körülmény együttes előfordulása okozhatta a balesetet:
- A léghajó farokrészének egyik rekeszéből (a 4. vagy 5. számú hidrogénrekeszből) folyamatosan szivárgott a hidrogén. A léghajó emiatt farnehéz lett, a hossztengely vízszintesben tartása érdekében pedig kétperces időközönként legalább három alkalommal ballasztvizet kellett kiengedni.
- A szivárgó hidrogén a léghajó belsejében hidrogén-oxigén robbanó elegyet képezett (durranógáz), amely a felső gerincvonalra épített szellőzőnyílásokon keresztül a légtérbe távozott.
- A tervezett földet érés előtti percben két horgonykötelet engedtek le. Ahogy a kötelek a nedves talajhoz értek, az addig semleges potenciálon lévő fémváz földpotenciálra került a vízszintes kormánylapát felső élével együtt, amelyen az elektromosan töltött viharfelhők hatására koronakisülés jött létre. Ezt néhány szemtanú kékes-fehér fény megjelenéseként figyelte meg. A modellkísérlet során kialakult Szent Elmo tüze, amely meggyújtotta a levegő-hidrogén keveréket. A láng egy pillanat alatt áthúzódott a 4–5. rekesz teljes térfogatán, a kívülállók ezt a farokrészben keletkezett robbanásként írták le.

A modellkísérlet során a pokolgéppel indított robbanás lángjai a korabeli filmfelvételeken látható lángoktól eltérően terjedtek tovább, tehát a Hindenburg megsemmisülését előidéző okok közül a szabotázsakciót a tudósok kizárták.